# Sân bay Mansa
Sân bay Mansa (IATA: MNS, ICAO: FLMA) là một sân bay ở Mansa, Zambia.